# Тихонов, Анатолий Сергеевич
Анатолий Сергеевич Тихонов (14 мая 1919, Москва — 21 октября 2008) — советский хозяйственный, государственный и политический деятель, Герой Социалистического Труда.

## Биография
Родился в 1919 году в Москве. Член КПСС.
С 1937 года — на хозяйственной, общественной и политической работе. В 1937—1983 гг. — ученик слесаря на заводе № 203 Народного комиссариата электропромышленности, слесарь-инструментальщик, мастер, старший технолог, старший мастер на заводе № 696 Министерства промышленности средств связи, старший мастер, начальник цеха, главный инженер научно-исследовательского института № 885 Министерства промышленности средств связи СССР, директор опытного завода Научно-исследовательского института автоматики и приборостроения Министерства общего машиностроения СССР.
Указом Президиума Верховного Совета СССР от 9 сентября 1976 года присвоено звание Героя Социалистического Труда с вручением ордена Ленина и золотой медали «Серп и Молот».
Умер в Москве в 2008 году. Урна с прахом захоронена в колумбарии Донского кладбища.